# 阿勒泰革命臨時政府
阿勒泰革命臨時政府，又稱阿勒泰民族革命臨時政府、阿山民族革命臨時政府，於1944年10月在阿山成立。1943年，在蘇聯、外蒙古支持下烏斯滿·巴圖爾、達列力汗·蘇古爾巴也夫的反中國武裝勢力日益壯大，成立阿爾泰哈薩克復興委員會。1944年7月聯合青河、吉木乃（伊米爾指揮部）等反政府組織抗擊新疆省政府。1945年8月，併入東突厥斯坦共和國。是伊寧事變的重要力量。

## 指導臨時政府的顧問
蘇聯顧問代號「白房子的人」，其中一人為阿爾甫拜·阿里木江（Arupbay Alimjan）
外蒙古顧問代號「藍房子的人」，約6名負責整訓部隊，其中一名為哈山（哈薩克族）。

## 阿勒泰革命臨時政府架構
主席烏斯滿·巴圖爾、
副主席達列力汗·蘇古爾巴也夫、
青河縣拉提夫·穆斯塔法（Latip Musutapa）、
法院院長科克賽干·恰闊夫（Kok sagan Chakow）、
瓦特甘·阿穆爾（Watkan Amur）、
可可托海阿迪爾坎（Adilkan）、
加馬爾（Kamal）、
艾斯哈特·麥蓋伊（Ashat Makay）、
吉列斯（Kilis）、
臨時政府安全部長卡力普（Kalip）、
熱馬贊（吉木乃熱馬贊游擊隊，Ramazan）、
毛拉·伊斯拉姆·伊斯馬伊爾（吉木乃反政府游擊隊領導，Molla Islam Ismayil）